# Камионџије поново возе
Камионџије поново возе је југословенски филм из 1984. године. Режирао га је Мило Ђукановић, а сценарио је писао Гордан Михић.
Филм је сниман због велике популарности телевизијске серије Камионџије опет возе.

## Радња
Камионџије Паја и Јаре одлазе у пензију. Једва чекају дан када ће моћи свако од њих да оствари свој дугогодишњи сан: Паја жели да живи у свом бродићу на Сави, а Јаре да проводи дане у својој баштици иза куће. Али као и увек, снови су једно а стварност нешто сасвим друго.

## Улоге
| Глумац                   | Улога                |
| ------------------------ | -------------------- |
| Миодраг Петровић Чкаља   | Живадин Јарић Јаре   |
| Павле Вуисић             | Павле Паја Чутура    |
| Светислав Гонцић         | Врца                 |
| Соња Савић               | Анђелија             |
| Богдан Диклић            | порезник             |
| Бранко Цвејић            | секретар             |
| Драган Зарић             | Буца Крталић         |
| Бранко Видаковић         | Јаретов син Буле     |
| Маја Сабљић              | Булетова жена        |
| Јован Јанићијевић Бурдуш | Цаца Циганин         |
| Славка Јеринић           | Јаретова жена Илинка |
| Боривоје Јовановић       | Јаретов отац         |
| Столе Аранђеловић        | Труман               |
| Миливоје Томић           | Мрђа                 |
| Милан Пузић              | директор комбината   |
| Дијана Шпорчић           | Јулкица              |